# Sminthurinae
Sminthurinae zijn een onderfamilie van springstaarten uit de familie Sminthuridae. De onderfamilie telt 191 beschreven soorten.

## Geslachten
- Allacma (9 soorten)
- Austrosminthurus (1 soort)
- Brevimucronus (1 soort)
- Caprainea (2 soorten)
- Dietersminthurus (1 soort)
- Disparrhopalites (1 soort)
- Galeriella (1 soort)
- Gisinurus (2 soorten)
- Grinnellia (2 soorten)
- Mucrovirga (1 soort)
- Novokatianna (3 soorten)
- Pararrhopalites (13 soorten)
- Richardsitas (2 soorten)
- Sminthurconus (2 soorten)
- Sminthuricinus (4 soorten)
- Sminthurus (93 soorten)
- Songhaica (4 soorten)
- Soqotrasminthurus (2 soorten)
- Spatulosminthurus (7 soorten)
- Temeritas (40 soorten)